# Long Hải

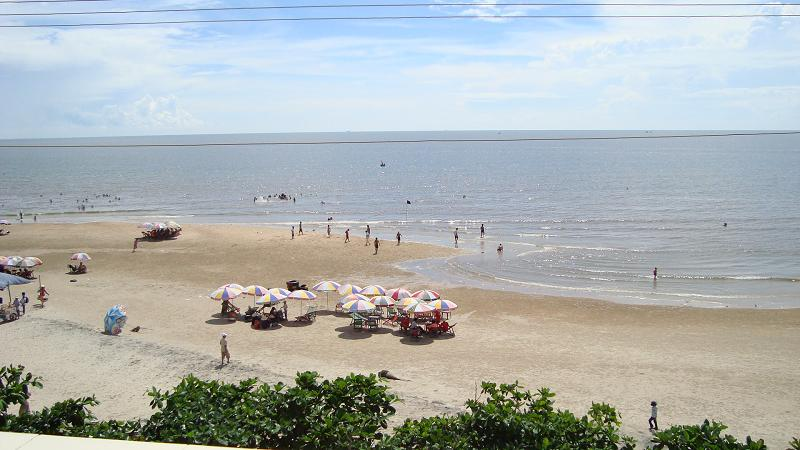
Der Strand von Long Hải

Long Hải ist eine Stadt in Vietnam. Sie liegt in der Provinz Bà Rịa-Vũng Tàu, etwa 100 km entfernt von Ho-Chi-Minh-Stadt und etwa 15 km von der Provinzhauptstadt Bà Rịa an der Küste des Südchinesischen Meeres. Die Stadt zählt etwa 40.000 Einwohner und die Stadtfläche beträgt 12,54 km².
Bekannt ist der Ort hauptsächlich für den Badetourismus. Diverse Hotels und Ressorts befinden sich am Strand von Long Hải.